# Pianeti della fortuna

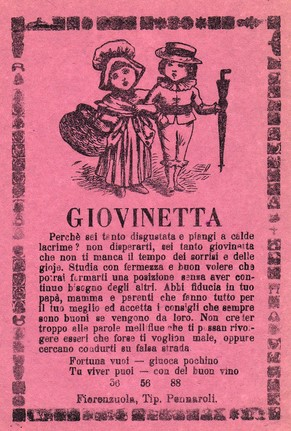
Uno dei tanti pianetini della fortuna, in questo caso destinato a un pubblico di ragazze.

I pianeti o pianete della fortuna sono pubblicazioni popolari un tempo largamente diffuse che riportavano su foglietti variopinti di piccolo formato (cm 9x12) predizioni sul futuro e l'indicazione dei numeri fortunati per il gioco del lotto.
Diffusi fino alla metà del XX secolo, prevedevano pronostici personalizzati per le diverse categorie di lettori (per uomini, donne, bambini, mariti, etc.) ed erano caratterizzati da semplici vignette.

## Storia
I pianeti della fortuna furono inventati intorno alla metà del XIX secolo dal tipografo Giuseppe Pennaroli di Fiorenzuola d'Arda e prodotti anche da altre storiche tipografie italiane quali la Marchi e Pelacani, sempre di Fiorenzuola, che pubblicava anche i "fattacci", e la Campi di Foligno, editrice dell'almanacco Barbanera, che ampliò la rete distributiva a tutta Italia.
Erano tradizionalmente distribuiti da venditori ambulanti, cantastorie, o artisti di strada che, in giro per fiere e mercati, attiravano la clientela estraendo da una gabbietta un pappagallo dai colori sgargianti che pescava, su richiesta, il foglietto destinato all'acquirente in cambio di una piccola offerta. Vi si poteva leggere ad esempio il seguente testo, in uno dei foglietti destinato a essere venduto ad una ragazza:
Sono attorno a voi le pervinche, vellutate come i vostri occhi ed ognuna vi dice il ricordo dei tanti amici che la vostra bontà chiama. Sappiate cogliere la pervinca dell'amore che per voi è già sbocciata, fra le tante dell'amicizia.»